# Kopparhult
Kopparhult är en medeltida gård i Blåviks socken, Boxholms kommun.

## Historik
Kopparhult ägdes 1636 av landshövdingen Mauritz Holst. Gården kom senare att ägas av Liljeholmen och skänktes till kapellpredikantsboställe av fältkamreren Sven Johan Bergman. Den tillhörde därefter Boxholms AB.

## Torp och stugor under Kopparhult
- Lövingsborg/Lövingsberg (1750-1910)
- Sandvik (1826-)